# 伊麗莎白敦鎮區 (北卡羅萊納州布拉登縣)
伊麗莎白敦鎮區（英語：Elizabethtown Township）是位於美國北卡羅萊納州布拉登縣的一個鎮區。

## 地方資料
伊麗莎白敦鎮區的面積為182.59平方千米，當中陸地面積為182.48平方千米，而水域面積為0.11平方千米。根據2020年美國人口普查的數據，當地共有人口6204人，而人口密度為每平方千米33.98人。